# Comuna de Nowa Wieś Lęborska
Nowa Wieś Lęborska (polaco: Gmina Nowa Wieś Lęborska) é uma gminy (comuna) na Polónia, na voivodia de Pomerânia e no condado de Lęborski. A sede do condado é a cidade de Nowa Wieś Lęborska.
De acordo com os censos de 2004, a comuna tem 12 146 habitantes, com uma densidade 44,9 hab/km².

## Área
Estende-se por uma área de 270,39 km², incluindo:
- área agricola: 60%
- área florestal: 30%

## Demografia
Dados de 30 de Junho 2004:
|                      | Total   | Total | Mulheres | Mulheres | Homens  | Homens |
| -------------------- | ------- | ----- | -------- | -------- | ------- | ------ |
|                      | pessoas | %     | pessoas  | %        | pessoas | %      |
| População            | 12 146  | 100   | 5971     | 49,2     | 6175    | 50,8   |
| Densidade (pop./km²) | 44,9    | 100   | 22,1     | 22,1     | 22,8    | 22,8   |

De acordo com dados de 2002, o rendimento médio per capita ascendia a 1339,81 zł.

## Comunas vizinhas
- Cewice, Choczewo, Główczyce, Lębork, Łęczyce, Potęgowo, Wicko.